# Очерк истории философии
Очерк истории философии (нем. Grundriss der Geschichte der Philosophie) — трёхтомная работа по истории философии, принадлежащая перу немецкого философа-идеал-реалиста и историка философии Фридриха Ибервега. Позже издавалась в обработке немецкого же историка философии Макса Гейнце.
История философии излагается Ибервегом и Гейнце в форме биобиблиографических очерков об отдельных мыслителях, объединенных в школы и направления.
Тома работы соответствовали трём крупным периодам в истории философии и назывались «Дохристианская эпоха» (нем. Die vorchristliche Zeit), «Очерк истории философии времён патристики и схоластики» (нем. Grundriss der Geschichte der Philosophie der patristischen und scholastischen Zeit) и «Очерк истории философии Нового времени» (нем. Grundriß der Geschichte der Philosophie der Neuzeit : von dem Aufblühen der Alterthumsstudien bis auf die Gegenwart).

## Очерк истории философии Нового времени
По Ибервегу, история философии Нового времени делится на пять периодов, которым соответствуют пять отделов содержания книги:
1. Период освобождения философии от схоластического наследия и теологического влияния.
2. Время определившейся противоположности между эмпиризмом, догматизмом и скептицизмом (от Ф. Бэкона до Д. Юма).
3. Критицизм И. Канта и его ближайшие последователи и противники.
4. Эпоха систем, произошедших из кантовской критики (И. Г. Фихте, Ф. В. Й. фон Шеллинг и шеллингианцы, Г. В. Ф. Гегель, Ф. Д. Э. Шлейермахер, А. Шопенгауэр, И. Ф. Гербарт, Ф. Э. Бенеке и др.).
5. Современная (конца XIX в.) философия.

## Русские переводы
Перевод части первой первого тома был выполнен Н. Ф. Фокковым: «История философии» (СПб., 1876).
Перевод третьего тома был выполнен Я. Н. Колубовским и был выпущен под названием «История новой философии в сжатом очерке». Выходил двумя изданиями, выполненными с седьмого и восьмого изданий оригинала. Первое издание вышло в 1890 году, второе в 1899.
Книга служила в России в два предреволюционных десятилетия основным фундаментальным пособием по истории философии Нового времени и сохраняла своё значение в последующее время ввиду крайне сжатого и пристрастного изложения западной философии конца XIX — начала XX в. в советских учебниках и прочей литературе.

## Издания
- Ф. Ибервег, М. Г. Гейнце. История новой философии в сжатом очерке. — СПб.: Л. Ф. Пантелеев, 1890.
- Ф. Ибервег, М. Г. Гейнце. История новой философии в сжатом очерке. — Изд. 2. — СПб.: Л. Ф. Пантелеев, 1898—99. — 800 с.